# Серноводск
О чеченском курорте и ж/д станции под названием Серноводск см. Серноводская
Серново́дск — посёлок в Сергиевском районе Самарской области. Административный центр сельского поселения Серноводск.

## География
Расположен правом берегу в низовьях реки Сургут в 5 км к юго-востоку от Сергиевска, в 2 км к востоку от Суходола и в 103 км к северо-востоку от Самары.
На юге вблизи посёлка проходит автодорога М5. Имеется подъездная дорога от неё к посёлку (продолжается далее на север к Красноярке). От села на запад (по мосту через Сургут) отходит дорога к пгт Суходол.
Ближайшая ж.-д. станция Серные Воды-1 (на ветке Кротовка — Сургут) находится в Суходоле.

## История
Серноводск возник в 1703 году по Указу Петра I и назывался тогда Ново-Сергиевском, состоял из киргизских и калмыцких кибиток, палаток, шалашей, землянок, лишь кое-где были маленькие избушки.
В 1824 году разрешено было строить помещикам у озера небольшие деревянные дома, так возник Серный городок, представлявший собой оригинальный, красивый, украшенный цветами городок, колонны домов которого были увиты плющом.
Постоянными жителями Серный городок стал заселяться с 1830 года. Лечебные источники были причиной быстрого заселения территории.
В 1833—1843 году сооружён театр с ресторациями. Стены, окна, двери, люстры и канделябры всё тонуло в зелени; балкон и терраса также превращались в зелёный цветник.
В 1841 году было открыто почтовое отделение.
В 1862 году селение получило название Серноводск. Своим видом он был похож на небольшой уездный городок, все строения в котором были окружены палисадниками и садами. В центре — большая площадь, на которой красовалась отдельно стоящая от всех зданий деревянная церковь с оградой. В это время в Серноводске насчитывалось 300 домов и жителей 865 человек.
В 1867 году на средства купца Плеханова была открыта школа.
В 1891 году открыт телеграф для постоянной работы.

## Население
| 1959   | 1970  | 1979  | 1989  | 2002  | 2008  | 2010  |
| ------ | ----- | ----- | ----- | ----- | ----- | ----- |
| 12 415 | ↘5563 | ↘4812 | ↗5239 | ↘3598 | ↘3419 | ↗3611 |
| 2021   |       |       |       |       |       |       |
| ↘3428  |       |       |       |       |       |       |

## Достопримечательности
В Серноводске располагаются два старинных парка (верхний и нижний), которые являются памятниками живой природы, истории. До наших дней сохранилось несколько деревьев, поражающих своей мощью и величием (в их числе редкое дерево осокорь, посаженное в 1901 году).
Серное озеро — чудо, созданное природой. Оно считается одним из самых красивых и своеобразных во всем Среднем Поволжье. Озеро считается памятником мирового значения и внесено в каталоги ЮНЕСКО как объект всемирного культурного и природного наследия.
Серноводская возвышенность простирается на десятки километров. На одном из её склонов недалеко от дубовой рощи в 2 км от Серноводска находится Серноводская пещера.
Неподалёку от посёлка находится памятник природы Серноводский Шихан.

## Инфраструктура
Градообразующим предприятием является Санаторий «Сергиевские минеральные воды» — это многопрофильное лечебное учреждение, оснащенное современным оборудованием, с широким использованием природных лечебных факторов.
Также имеются:
- ОАО «Самаранефтегеофизика»
- Серноводское почтовое отделение связи
- Поликлиническое отделение № 3 п. Серноводск
- ГБОУ СОШ «ОЦ» п. Серноводск
- ДОУ «Ветерок»
- Филиал сберегательного банка
- Аптека № 110, ППЧ № 176
- Церковный приход в честь Казанской иконы Божией матери
- Серноводский центр социального обслуживания населения
- Метеорологическая станция
- Коммерческие, частные предприятия, магазины.